# Edifici tradizionali Ashanti
Gli edifici tradizionali Ashanti consistono in una serie di 13 edifici costruiti dall'etnia Ashanti nell'omonima provincia della Repubblica del Ghana. Nel 1980 sono stati dichiarati Patrimonio dell'umanità dall'UNESCO. Si tratta di abitazioni tradizionali, definite dimore di uomini e dei.
L'Impero ashanti (anche Asante) (1570-1900), fu uno dei più importanti stati africani del periodo precoloniale. Raggiunse il massimo sviluppo nel XVIII secolo grazie soprattutto agli scambi commerciali (in particolare di oro e schiavi) con gli europei, soprattutto portoghesi, olandesi e inglesi, ma anche danesi, svedesi, francesi e tedeschi, che avevano istituito una serie di basi commerciali lungo la Costa d'Oro (zona dell'attuale Ghana).
Tra il 1823 e il 1901 gli inglesi affermarono il controllo sull'area e impegnarono la civiltà Ashanti in una serie di guerre, che ridusse progressivamente il loro potere e contribuì a distruggere la maggior parte delle opere artistiche e architettoniche di questo popolo. Gli edifici inclusi nel sito dell'UNESCO sono gli ultimi rimasti. L'inserimento nella lista dei patrimoni dell'umanità fu dettata soprattutto dal fatto che, essendo prevalentemente costruiti in argilla, legno e paglia sono facilmente deperibili e necessitano quindi una particolare cura.
Gli edifici tradizionali Ashanti sono uno dei due siti patrimonio dell'umanità nel Ghana. L'altro è costituito dall'insieme di forti e castelli coloniali costruiti dagli europei nel periodo tra il 1482 e il 1786.